# Hoodie Allen
Steven Adam Markowitz (Nova York, 19 de agosto de 1988), mais conhecido como Hoodie Allen, é um artista independente de hip hop americano e rapper.

## Infância e adolescência
Steven Adam Markowitz nasceu na cidade de Nova York e criado em meio a uma família judia em Iong Island. Steven começou a compor músicas ainda criança, quando também fazia performances de rap para seus amigos em festas caseiras. Na adolescência, seu apelido era "Hoodie", mas por ousadia, acabou adotando "Hoodie Allen" como seu nome artístico. Steven formou-se pela Universidade da Pensilvânia em 2010, onde estudou finanças e marketing na Wharton School (The Wharton School) e foi um "irmão" na fraternidade Alpha Epsilon Pi. Na época, ele conheceu seu atual produtor, RJF. Depois da faculdade, Hoodie trabalhou na empresa Google até seguir apenas a carreira musical.

## Carreira
No início de sua carreira, lançou dois álbuns "Bagels & Beats" e "Making Waves". Em seguida, as mixtapes "Pep Rally" e "Leap Year". Recentemente, seu último trabalho foi a mixtape "Crew Cuts".
Hoodie esteve entre o Top 10 em uma lista da Billboard em 2011. Em Abril de 2012, seu EP "All American" esteve em #1 no iTunes charts e e também fez parte do top 10 na lista "Top Albums" da Billboard.

## Discografia

### EPs
| Title            | Album details                                                                 | Peak chart positions | Peak chart positions | Peak chart positions |
| Title            | Album details                                                                 | US                   | Canada               | UK                   |
| ---------------- | ----------------------------------------------------------------------------- | -------------------- | -------------------- | -------------------- |
| Bagels and Beats | - Released: 2009 - Label: Self-released - Formats: Digital download           | —                    | —                    | —                    |
| All American     | - Released: April 10, 2012 - Label: Self-released - Formats: Digital Download | 10                   | 16                   | 68                   |

### Mixtapes
- Making Waves (2009)
- Pep Rally (2010)
- Leap Year (2011)

## Videoclipes
| Title                          | Year | Director         |
| ------------------------------ | ---- | ---------------- |
| "You Are Not A Robot"          | 2011 | Zach Goldberg    |
| "The Chase Is On"              | 2011 | Jordan Bahat     |
| "James Franco"                 | 2011 | Gordy Sang       |
| "No Interruption"              | 2012 | Charles Whitcher |
| "No Faith In Brooklyn"         | 2012 | Charles Whitcher |
| "Show me what you're made of " | 2014 | Ariel Danziger   |
| "Movie"                        | 2014 | Jackson Adams    |
| "Dumb for you"                 | 2014 | Ariel Danziger   |
| "Act My Age"                   | 2014 | Jackson Adams    |
| "All about it"                 | 2014 | Jackson Adams    |

## Turnês
- The All American Tour (2012)
- I Work Better in the UK Tour (2012)
- Excellent Adventure Tour (2012)